# Matthias di Arras
Matthias di Arras (Arras, 1290 circa – Praga, 1352) è stato un architetto francese, famoso per il suo lavoro sulla  Cattedrale di San Vito a Praga.

## Biografia
Matthias era nato a Arras, ma poco altro si conosce della sua vita agli inizi. Nel 1344 fu chiamato a Praga alla corte papale di Avignone da Carlo IV per condurre lavori per la nuova fondazione Cattedrale di San Vito. Egli è anche riconosciuto come l'architetto del Castello di Karlstein, anche se questo fatto non è pienamente provato. Il suo coinvolgimento nel progetto della Città Nuova di Praga non è del tutto certo.
Quando Mattia morì a Praga nel 1352, la Cattedrale di San Vito non era stata ancora completata. Il ruolo di capomastro e architetto capo di Carlo passò poi al ventitreenne Peter Parler.